# 勤王運動
勤王運動（きんのううんどう、ベトナム語：Phong trào Cần Vương／風潮勤王）とは、1885年から1896年にかけてベトナムの愛国官僚によって指導された反法武装闘争を指す。
勤王運動の主な指導者は阮文祥と尊室説らで、1885年7月4日に始まった。
1884年、第2次順化条約が締結されると、ベトナムは正式にフランスの植民地となり、その後もベトナム人民や朝廷内の尊室説に代表される主戦派の反対を受け続けた。1885年7月4日夜、尊室説らは順化でフランス軍駐屯地とフランス「欽使府」を攻撃したが、7月5日の戦闘に失敗した後、尊室は咸宜帝を広治省甘露県新所城に護送すると言った。7月10日に咸宜帝は『勤王詔』を発し、ベトナム全土の勤王抗法を呼びかけた。